# Тиринделли, Пьер Адольфо
Пьер Адольфо Тиринделли (итал. Pier Adolfo Tirindelli; 5 мая 1858, Конельяно — 6 февраля 1937, Рим) — итальянский скрипач, композитор и музыкальный педагог.
Окончил Миланскую консерваторию (1876) как скрипач, ученик Винченцо Корбеллини, затем ещё два года изучал композицию у Карло Бонифорти. В 1878—1881 гг. руководил городскими музыкантами в Гориции, затем продолжил обучение в Вене у Йозефа Хельмесбергера (скрипка) и Якоба Грюна и наконец в 1883 г. занимался в Париже под руководством Ламбера Массара. С 1884 г. преподавал скрипку в венецианском Музыкальном лицее имени Марчелло, в 1893—1895 гг. его директор.
В 1895 г. отправился на гастроли в США, где получил предложение преподавать в Консерватории Цинциннати — и на протяжении 22 лет был в этом учебном заведении профессором скрипки. В 1922 г. вернулся в Италию и до конца жизни жил в Риме, сочиняя музыку.
Основные произведения Тиринделли — оперы «Атенаида» (итал. Atenaide; 1892) и «Белое и чёрное» (фр. Blanc et noir; 1897), два скрипичных концерта, многочисленные пьесы для скрипки и фортепиано, песни (в том числе на стихи Ады Негри, Франческо Чиммино и др.), транскрипции итальянской музыки XVII века. Переложение ранней мазурки Тиринделли принадлежит Ференцу Листу.
В родном городе Тиринделли его именем названа улица и существует Общество Пьера Адольфо Тиринделли (итал. Associazione Lirica «Pier Adolfo Tirindelli»), посвящённое изучению и пропаганде его творчества и творчества других незаслуженно забытых итальянских музыкантов.